# Prensió

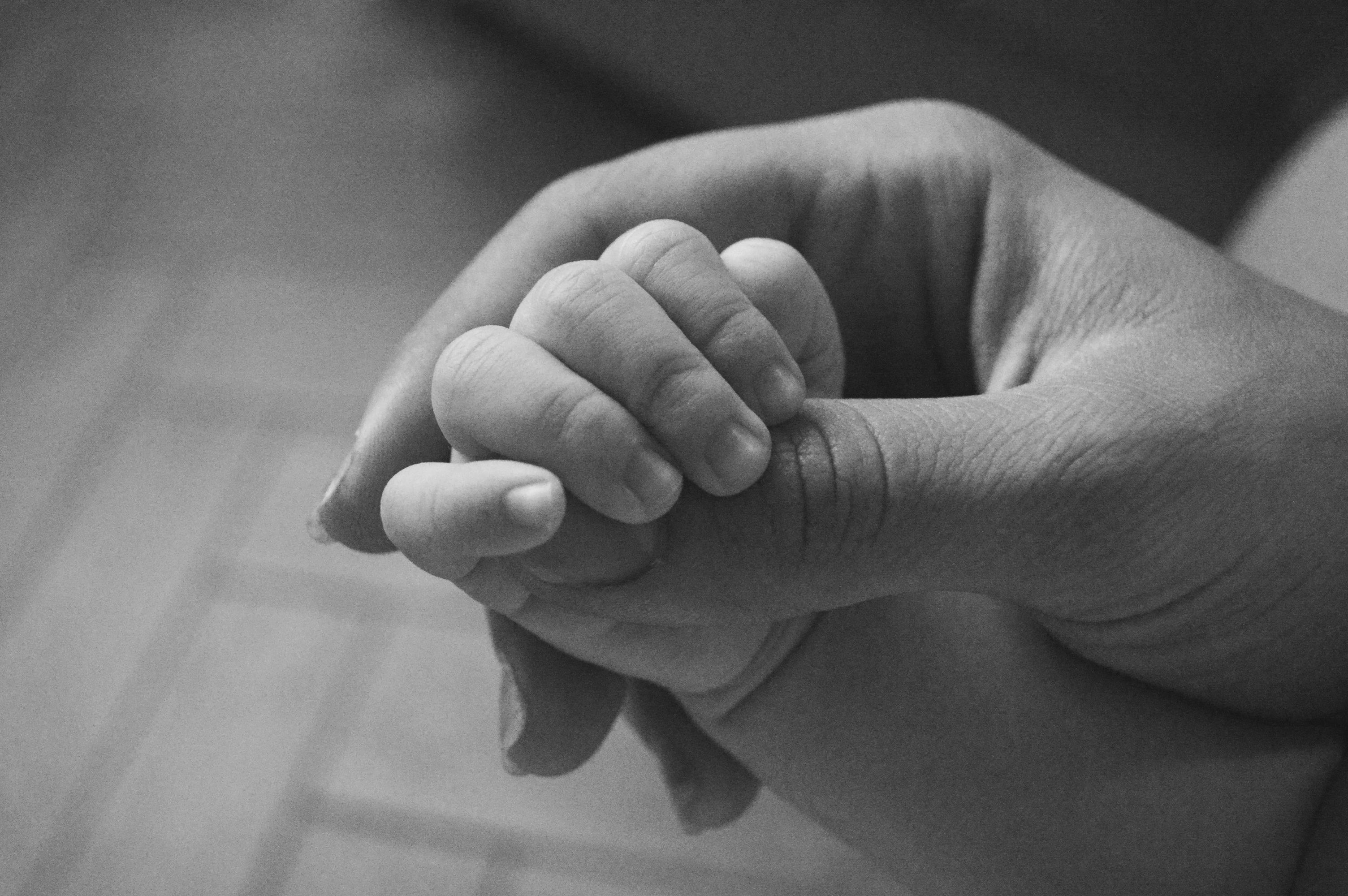
La prensió és un reflex natural en els nounats.

La prensió és l'acció i efecte d'aferrar quelcom amb la mà o un altre membre. N'és un exemple l'encaixada de mans, en la qual dues persones s'agafen una mà l'una a l'altra.
En zoologia, la prensilitat és la qualitat d'un membre o òrgan adaptat a la prensió.
La prensió sovint és precedida per l'abastament, que depèn en gran manera del control del cap, el tronc, els ulls i la mirada.

## Desenvolupament

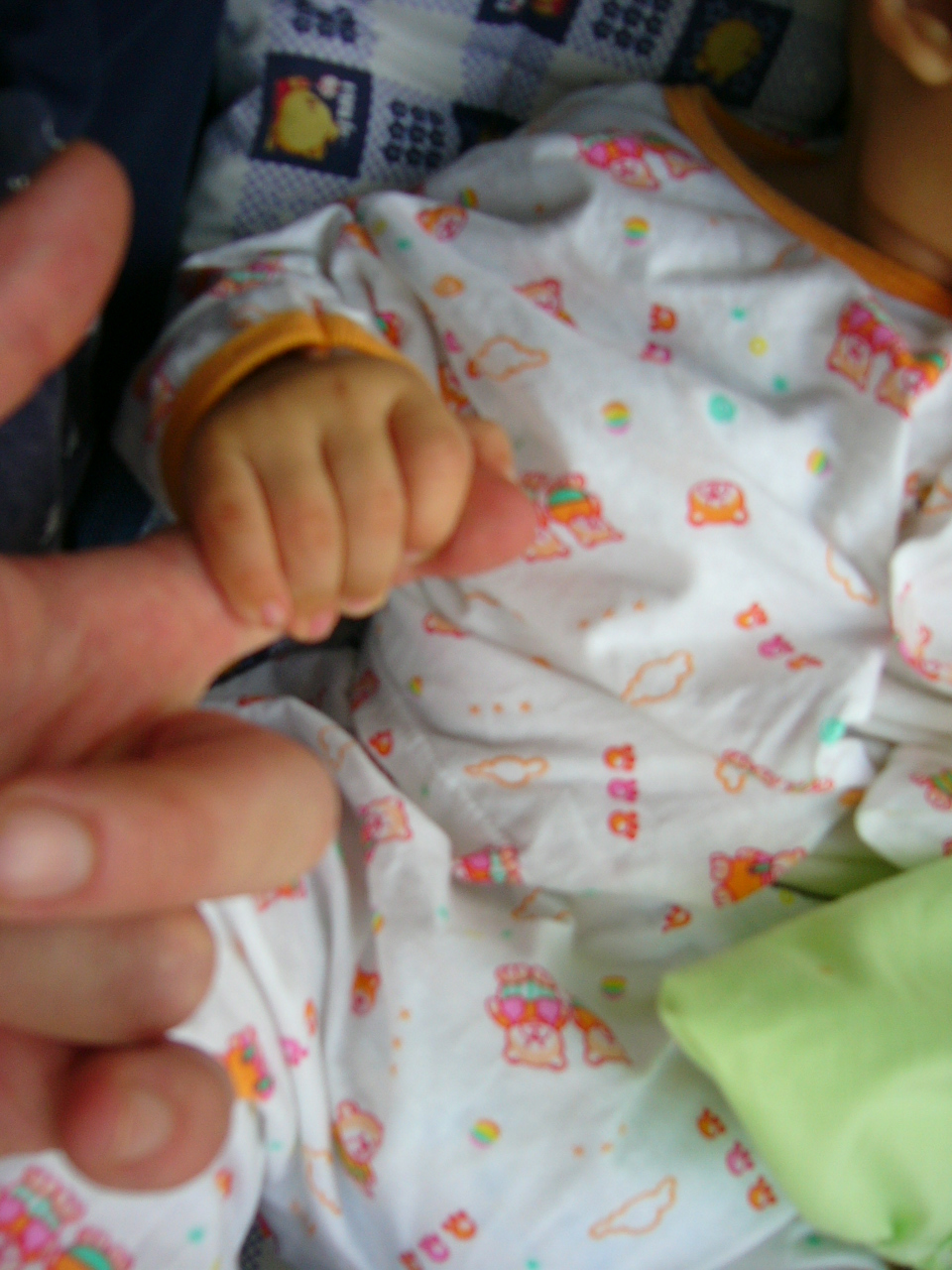
Reflex de prensió d'un nadó de cinc mesos

El desenvolupament de la prensió és un component important de les etapes de desenvolupament infantil, en les quals els principals tipus de prensió són:
- Prensió de rascla, agafant l'objecte amb tots els dits tret del polze.[4]
- Prensió palmar, prement els dits contra el palmell en comptes de prémer-los l'un contra l'altre, com és el cas en la prensió de rascla.[4] En general, els nadons ja poden exercir la prensió palmar als sis mesos.[5][6]
- Prensió de pinça, en la qual el dit índex i el polze es premen l'un contra l'altre per agafar un objecte.[4] En general, els nadons ja poden exercir la prensió palmar als nou o deu mesos.[5][6]

Els nadons de 16 setmanes ja estiren el braç i poden dur a terme determinades accions per aferrar objectes. La prensió es desenvolupa en dues etapes. En la primera, el nadó estira el braç cap a l'objecte que li crida l'atenció. En la segona, clou els dits una vegada l'objecte ha entrat en contacte amb el seu palmell. Els nadons proven d'agafar un objecte fent moviments amb el braç i la mà abans d'arribar-hi. Com que no tenen la percepció tan desenvolupada com els adults, estenen la prensió més del necessari.